# 妻たちからの三行半〜夫たちの(秘)離婚回避マニュアル〜
『妻たちからの三行半〜夫たちの(秘)離婚回避マニュアル〜』（つまたちからのみくだりはん〜おっとたちのりこんかいひマニュアル〜）は、2008年2月1日にフジテレビ系列の金曜プレステージで放送された作品。サブタイトルは「不満…我慢…妻の本音に鈍感なダメ夫軍団を1枚の離婚届で調教!?笑いと涙の夫婦再生」。制作はフジテレビ、アズバーズである。

## キャスト
檀上吾朗
演 - 舘ひろし
萬友商事販売促進部長。品川の社宅に住む。長年亭主関白を続けてきたが、突然の妻の変異に揺らぎ始める。
檀上妙子
演 - 岡江久美子
吾朗の妻。娘が自分の手を離れる事で、自分らしさを取り戻すために一大決心をする。
檀上桃子
演 - 酒井若菜
吾朗の娘。職業はフラワーコーディネーター。仕事が忙しくなり、朝帰りも多くなってきている。
百田龍之介
演 - 木村昇
萬友商事販売促進部の社員。吾朗の部下。桃子と1年前から付き合い始め、婿入りを条件に結婚を申し込む。さらに、桃子のために主夫になると言い出し、吾朗の怒りを買ってしまう。ノルウェーに留学経験がある。
三枝敬子
演 - 山口いづみ
妙子の友人。仕事一筋で妙子と対照的。だが、お互いの生き方をうらやましく思える存在。
実原直人
演 - ゴルゴ松本
萬友商事販売促進部の社員。
実原みどり
演 - 片桐はいり
直人の妻。夫より10歳年上。子供ができない事に不満を募らせる。
実原そよ子
演 - 朝丘雪路
直人の母。息子が｢情けない夫｣になって欲しくないと願う。
工藤昭午
演 - 小野武彦
萬友商事常務。会社のテレビショッピングにも出演している。吾朗とは大学ラグビー部の先輩でもあり、昔から彼のミスを吾朗がフォローしている関係。
工藤加奈子
演 - 沢田亜矢子
昭午の妻。3人の子供が巣立ち、夫と二人きりの生活になった事で不満を感じる。
作田茂樹
演 - 北村総一朗
小料理屋「さくた」の主人。愛妻家クラブを主宰する。
作田和貴子
演 - 木の実ナナ
茂樹の妻。
その他
深水三章、飯沼千恵子、中村千怜、海老原敬介、小島康志、堀本能礼、まいど豊、なかしまみゆき、坂野友香

## スタッフ
- 企画 - 大辻健一郎
- 企画協力 - 全国亭主関白協会
- プロデューサー - 菊池誠、大庭成子
- 脚本 - 清本由紀
- 技術プロデューサー - 長瀧淳子
- SW - 古川好伸
- 撮影 - 金澤まさあき、池田孝宏
- VE - 田畑司
- 照明 - 樋田雅博
- 音声 - 杉山直樹
- 選曲 - 石井和之
- 効果 - 赤座聡子
- ライン編集 - 石川浩通
- MA - 田辺雅之
- 仕上げデスク - 大畠耕治
- スタジオ担当 - 田上浩二
- 美術プロデューサー - 北谷岳之
- 美術進行 - 秋元博
- 装飾 - 加瀬豊、吉川康美
- 大道具 - 塩野秀俊
- 持道具 - 上原悦子
- 衣裳 - 山子美鈴、緒方なぎさ
- スタイリスト - 中村抽里、安斎美紀子
- コスチュームデザイナー - 加藤和孝
- 演出補 - 加藤伸一
- 監督 - 本橋圭太